# Rússia nos Jogos Olímpicos de Verão de 2012
A Rússia competiu nos Jogos Olímpicos de Verão de 2012, que aconteceram na cidade de Londres, no Reino Unido, de 27 de julho até 12 de agosto de 2012.

## Medalhas
| Atleta               | Esporte        | Evento                         | Medalha |
| -------------------- | -------------- | ------------------------------ | ------- |
| Ivan Ukhov           | Atletismo      | Salto em altura masculino      | Ouro    |
| Apti Aukhadov        | Halterofilismo | Até 85 kg masculino            | Prata   |
| Svetlana Tsarukayeva | Halterofilismo | Até 63 kg feminino             | Prata   |
| Aleksandr Ivanov     | Halterofilismo | Até 94 kg masculino            | Prata   |
| Natalia Zabolotnaya  | Halterofilismo | Até 75 kg feminino             | Prata   |
| Tatiana Kashirina    | Halterofilismo | Mais de 75 kg feminino         | Prata   |
| Anastasia Zueva      | Natação        | 200 m costas feminino          | Prata   |
| Ruslan Albegov       | Halterofilismo | Mais de 105 kg masculino       | Bronze  |
| Yuliya Yefimova      | Natação        | 200 m peito feminino           | Bronze  |
| Vasily Mosin         | Tiro           | Fossa olímpica dublê masculino | Bronze  |

## Desempenho

### Atletismo
Masculino
| Atleta            | Evento                | Preliminar | Preliminar | Quartas-de-final | Quartas-de-final | Semifinal | Semifinal | Final | Final           |
| Atleta            | Evento                | Marca      | Posição    | Marca            | Posição          | Marca     | Posição   | Marca | Posição         |
| ----------------- | --------------------- | ---------- | ---------- | ---------------- | ---------------- | --------- | --------- | ----- | --------------- |
| Ivan Ukhov        | Salto em altura       | 2,29m q    | 2º         |                  |                  |           |           | 2,38m | Medalha de ouro |
| Andrey Silnov     | Salto em altura       | 2,26m q    | 8º         | 2,25m            | 12º              |           |           |       |                 |
| Aleksandr Shustov | Salto em altura       | 2,26m      | 15º        | Não avançou      | Não avançou      |           |           |       |                 |
| Kirill Ikonnikov  | Lançamento de martelo | 76,85m     | 6º         | 77,86m           | 5º               |           |           |       |                 |

### Canoagem slalom
Masculino
| Atleta                            | Evento | Preliminar | Preliminar | Preliminar | Preliminar | Semifinais  | Semifinais  | Final       | Final       |
| Atleta                            | Evento | Descida 1  | Descida 2  | Total      | Posição    | Tempo       | Posição     | Tempo       | Posição     |
| --------------------------------- | ------ | ---------- | ---------- | ---------- | ---------- | ----------- | ----------- | ----------- | ----------- |
| Alexander Lipatov                 | C-1    | 96s13      | 95s51      | 95s51      | 10º        | 107s49      | 11º         | Não avançou | Não avançou |
| Mikhail Kuznetsov Dmitry Larionov | C-2    | 112s36     | 155s59     | 112s36     | 14º        | Não avançou | Não avançou | Não avançou | Não avançou |

Feminino
| Atleta            | Evento | Preliminar | Preliminar | Preliminar | Preliminar | Semifinais | Semifinais | Final  | Final   |
| Atleta            | Evento | Descida 1  | Descida 2  | Total      | Posição    | Tempo      | Posição    | Tempo  | Posição |
| ----------------- | ------ | ---------- | ---------- | ---------- | ---------- | ---------- | ---------- | ------ | ------- |
| Marta Kharitonova | K-1    | 108s85     | 109s77     | 108s85     | 13º        | 111s44     | 6º         | 120s91 | 9º      |

### Halterofilismo(8 atletas)
Masculino
| Atleta           | Evento | Arranque (kg) | Arremesso (kg) | Total (kg) | Posição           |
| ---------------- | ------ | ------------- | -------------- | ---------- | ----------------- |
| Apti Aukhadov    | -85kg  | 175,0         | 210,0          | 385,0      | Medalha de prata  |
| Aleksandr Ivanov | -94kg  | 185,0         | 224,0          | 409,0      | Medalha de prata  |
| Andrey Demanov   | -94kg  | 182,0         | 225,0          | 407,0      | 4º                |
| Ruslan Albegov   | +105kg | 208,0         | 240,0          | 448,0      | Medalha de bronze |

Feminino
| Atleta                | Evento | Arranque (kg) | Arremesso (kg) | Total (kg) | Posição          |
| --------------------- | ------ | ------------- | -------------- | ---------- | ---------------- |
| Svetlana Tsarukayeva  | -63kg  | 112,0         | 125,0          | 237,0      | Medalha de prata |
| Natalia Zabolotnaya   | -75kg  | 131,0         | 160,0          | 291,0      | Medalha de prata |
| Nadezhda Yevstyukhina | -75kg  | DNF           | DNF            | DNF        | DNF              |
| Tatiana Kashirina     | +75kg  | 151,0         | 181,0          | 332,0      | Medalha de prata |

### Lutas
A Rússia conquistou onze vagas na Copa do Mundo de Lutas de 2011, realizada em Istanbul, na Turquia, do dia 12 ao dia 18 de setembro de 2011.
- Categoria de peso -55 kg, na luta livre masculina;
- Categoria de peso -60 kg, na luta livre masculina;
- Categoria de peso -66 kg, na luta livre masculina;
- Categoria de peso -84 kg, na luta livre masculina;
- Categoria de peso -120 kg, na luta livre masculina;
- Categoria de peso -55 kg, na luta greco-romana masculina;
- Categoria de peso -60 kg, na luta greco-romana masculina;
- Categoria de peso -74 kg, na luta greco-romana masculina;
- Categoria de peso -84 kg, na luta greco-romana masculina;
- Categoria de peso -96 kg, na luta greco-romana masculina;
- Categoria de peso -55 kg, na luta livre feminina;
- Categoria de peso -72 kg, na luta livre feminina.

### Natação
Masculino
| Atletas            | Evento       | Eliminatórias | Eliminatórias | Semifinal   | Semifinal   | Final       | Final       |
| Atletas            | Evento       | Tempo         | Posição       | Tempo       | Posição     | Tempo       | Posição     |
| ------------------ | ------------ | ------------- | ------------- | ----------- | ----------- | ----------- | ----------- |
| Andrey Grechin     | 50 m livre   | 22s09 Q       | 7º            | 21s92       | 9º          | Não avançou | Não avançou |
| Sergei Fesikov     | 50 m livre   | 22s42         | 21º           | Não avançou | Não avançou | Não avançou | Não avançou |
| Alexander Tikhonov | 400 m medley | 4min18s12     | 21º           |             |             | Não avançou | Não avançou |

Feminino
| Atletas            | Evento          | Eliminatórias | Eliminatórias | Semifinal   | Semifinal   | Final       | Final             |
| Atletas            | Evento          | Tempo         | Posição       | Tempo       | Posição     | Tempo       | Posição           |
| ------------------ | --------------- | ------------- | ------------- | ----------- | ----------- | ----------- | ----------------- |
| Veronika Popova    | 100 m livre     | 54s66         | 17º           | Não avançou | Não avançou | Não avançou | Não avançou       |
| Veronika Popova    | 200 m livre     | 1min57s79 Q   | 4º            | 1min56s84 Q | 5º          | 1min57s25   | 6º                |
| Elena Sokolova     | 400 m livre     | 4min12s19     | 25º           |             |             | Não avançou | Não avançou       |
| Elena Sokolova     | 800 m livre     | 8min42s73     | 26º           | Não avançou | Não avançou |             |                   |
| Anastasia Zueva    | 100 m costas    | 59s88 Q       | 5º            | 59s68 Q     | 5º          | 59s00       | 4º                |
| Anastasia Zueva    | 200 m costas    | 2min09s36 Q   | 8º            | 2min07s88 Q | 4º          | 2min05s92   | Medalha de prata  |
| Daria Deeva        | 100 m peito     | 1min08s44     | 23º           | Não avançou | Não avançou | Não avançou | Não avançou       |
| Yuliya Yefimova    | 100 m peito     | 1min06s51 Q   | 3º            | 1min06s57 Q | 3º          | 1min06s98   | 7º                |
| Yuliya Yefimova    | 200 m peito     | 2min26s83 Q   | 14º           | 2min23s02 Q | 4º          | 2min20s92   | Medalha de bronze |
| Anastasia Chaun    | 200 m peito     | 2min25s39 Q   | 5º            | 2min26s08   | 12º         | Não avançou | Não avançou       |
| Irina Bespalova    | 100 m borboleta | 58s79         | 19º           | Não avançou | Não avançou | Não avançou | Não avançou       |
| Ekaterina Andreeva | 200 m medley    | 2min17s84     | 34º           | Não avançou | Não avançou | Não avançou | Não avançou       |
| Yana Martynova     | 400 m medley    | 4min45s94     | 24º           |             |             | Não avançou | Não avançou       |

### Remo
Os remadores russos conquistaram vaga para as seguintes provas:
- Skiff quádruplo masculino - 4 atletas - Vaga conquistada após o quinto lugar nessa prova no Campeonato Mundial de Remo de 2011, realizado em Bled, na Eslovênia.

### Taekwondo
A Rússia conseguiu vaga para duas categorias de peso, ambas conquistadas no pré-olímpico, realizado em Baku, no Azerbaijão:
- mais de 80 kg masculino;
- mais de 67 kg masculino.

### Tênis
Masculino
| Atleta          | Evento  | Fase de 64                  | Fase de 32             | Fase de 16             | Quartas                | Semifinais             | Final                  | Final       |
| Atleta          | Evento  | Adversário e resultado      | Adversário e resultado | Adversário e resultado | Adversário e resultado | Adversário e resultado | Adversário e resultado | Posição     |
| --------------- | ------- | --------------------------- | ---------------------- | ---------------------- | ---------------------- | ---------------------- | ---------------------- | ----------- |
| Mikhail Youzhny | Simples | FRA J. Benneteau D 5-7, 3-6 | Não avançou            | Não avançou            | Não avançou            | Não avançou            | Não avançou            | Não avançou |

### Tênis de mesa
Classificados para o individual masculino:
- Alexey Smirnov
- Alexander Shibaev

### Tiro
Masculino
| Atleta            | Evento                | Qualificação | Qualificação | Final       | Final       | Posição           |
| Atleta            | Evento                | Placar       | Posição      | Placar      | Total       | Posição           |
| ----------------- | --------------------- | ------------ | ------------ | ----------- | ----------- | ----------------- |
| Denis Koulakov    | Pistola de ar de 10 m | 575          | 26º          | Não avançou | Não avançou | 26º               |
| Leonid Yekimov    | Pistola de ar de 10 m | 582          | 10º          | Não avançou | Não avançou | 10º               |
| Leonid Yekimov    | Tiro rápido 25 m      | 582          | 8º           | Não avançou | Não avançou | 8º                |
| Alexei Klimov     | Tiro rápido 25 m      | 592          | 1º           | 23          | 23          | 4º                |
| Leonid Yekimov    | Pistola livre 50 m    | 560          | 7º           | 92.0        | 652.0       | 8º                |
| Vladimir Isakov   | Pistola livre 50 m    | 559          | 10º          | Não avançou | Não avançou | 10º               |
| Alexandre Sokolov | Carabina de ar 10 m   | 593          | 20º          | Não avançou | Não avançou | 20º               |
| Alexei Kamenski   | Carabina de ar 10 m   | 594          | 15º          | Não avançou | Não avançou | 15º               |
| Artem Khadjibekov | Carabina deitado 50 m |              |              |             |             |                   |
| Sergei Kovalenko  | Carabina deitado 50 m |              |              |             |             |                   |
| Valeriy Shomin    | Skeet                 | 121          | 3º           | 23          | 144 (+5)    | 4º                |
| Maxim Kosarev     | Fossa olímpica        | 121          | 9º           | Não avançou | Não avançou | 9º                |
| Aleksei Alipov    | Fossa olímpica        | 120          | 13º          | Não avançou | Não avançou | 13º               |
| Vasily Mosin      | Fossa olímpica dublê  | 140          | 2º           | 45          | 185 (+2)    | Medalha de bronze |
| Vitaly Fokeev     | Fossa olímpica dublê  | 139          | 4º           | 45          | 184         | 5º                |

### Tiro com arco(3 atletas)
| Atleta                                          | Prova               | Rodada de classificação | Rodada de classificação | Ronda dos 64                             | Ronda dos 32                              | Ronda dos 16                                     | Quartos-finais                        | Semifinais             | Final                                    | Final       |
| Atleta                                          | Prova               | Placar                  | Pos.                    | Adversário e resultado                   | Adversário e resultado                    | Adversário e resultado                           | Adversário e resultado                | Adversário e resultado | Adversário e resultado                   | Pos.        |
| ----------------------------------------------- | ------------------- | ----------------------- | ----------------------- | ---------------------------------------- | ----------------------------------------- | ------------------------------------------------ | ------------------------------------- | ---------------------- | ---------------------------------------- | ----------- |
| Ksenia Perova                                   | Individual feminino | 659                     | 9º                      | EGY N. Kamel V 2-0, 2-0, 2-0             | ITA N. Valeeva V 2-0, 2-0, 0-2, 2-0       | INA I. Rochmawati V 0-2, 1-1, 0-2, 2-0, 2-0, 1-0 | KOR B-B. Ki D 1-1, 0-2, 2-0, 0-2, 1-1 | Não avançou            | Não avançou                              | Não avançou |
| Kristina Timofeeva                              | Individual feminino | 650                     | 23º                     | GBR N. Folkard D 2-0, 0-2, 2-0, 0-2, 0-2 | Não avançou                               | Não avançou                                      | Não avançou                           | Não avançou            | Não avançou                              | Não avançou |
| Inna Stepanova                                  | Individual feminino | 653                     | 17º                     | PHI R. Anne Cabral V 2-0, 2-0, 1-1, 2-0  | JPN R. Hayakawa D 0-2, 2-0, 0-2, 1-1, 0-2 | Não avançou                                      | Não avançou                           | Não avançou            | Não avançou                              | Não avançou |
| Inna Stepanova Ksenia Perova Kristina Timofeeva | Equipes             | 1974                    | 4º                      |                                          |                                           | GBR Grã-Bretanha V 215-208                       | TPE Taipé Chinês V 216(28)-226(26)    | CHN China D 207-208    | Disputa pelo bronze: JPN Japão D 207-209 | 4º          |

### Triatlo
A Rússia obteve uma vaga na competição masculina de triatlo, no Evento de Qualificação Mundial, em Londres, na Inglaterra, do dia 6 ao dia 7 de agosto de 2011.
| Atleta                | Evento    | Natação (1,5 km) | Ciclismo (40 km) | Corrida (10 km) | Tempo total | Posição |
| --------------------- | --------- | ---------------- | ---------------- | --------------- | ----------- | ------- |
| Alexander Bryukhankov | Masculino | 17m22            | 58m51            | 30m10           | 1h47m35     | 7º      |
| Dmitry Polyanski      | Masculino | 17m14            | 1h00m35          | 30m28           | 1h49m24     | 21º     |
| Ivan Vasiliev         | Masculino | 17m03            | 59m04            | 31m22           | 1h48m43     | 13º     |
| Alexandra Razarenova  | Feminino  | 19m47            | 1h10m36          | 37m27           | 2h09m11     | 47º     |
| Irina Abysova         | Feminino  | 20m06            | 1h06m05          | 35m41           | 2h01m52     | 13º     |

Legenda
| Recorde mundial      | Recorde mundial (World record)               |                       | Recorde africano                      | Recorde africano (African) |                                           | Q | Classificado por posição (Qualified) |
| Recorde olímpico     | Recorde olímpico (Olympic record)            | Recorde da América    | Recorde da América (Americas)         | q                          | Classificado por melhor tempo (Qualified) |   |                                      |
| Melhor marca do ano  | Melhor marca do ano (World leading)          | Recorde asiático      | Recorde asiático (Asian)              | DNS                        | Não largou (Did not start)                |   |                                      |
| Recorde nacional     | Recorde nacional (National record)           | Recorde europeu       | Recorde europeu (European)            | DNF                        | Não terminou (Did not finish)             |   |                                      |
| Recorde pessoal      | Recorde pessoal do atleta (Personal best)    | Recorde da Oceania    | Recorde da Oceania (Oceania)          | DSQ / DQ                   | Desclassificado (Disqualified)            |   |                                      |
| Recorde da temporada | Recorde da temporada do atleta (Season best) | Recorde sul-americano | Recorde sul-americano (South America) | NM                         | Sem marca (No mark)                       |   |                                      |